# Формула-1 — Гран-прі Азербайджану 2019
Гран-прі Азербайджану 2019 року (офіційно Formula 1 SOCAR Azerbaijan Grand Prix 2019) — автогонка, четвертий етап чемпіонату світу «Формули-1» сезону 2019 року, яка пройшла 28 квітня на міській трасі в Баку.

## Вільні заїзди
Перший тренувальний сеанс закінчився через 12 хвилин після посатку (сесія була запланована на 90) через те, що автомобіль Williams, під керуванням Джорджа Рассела, був сильно пошкоджений, через контакт з кришкою люка на прямій. Кришка, між другим і третім поворотами, виявилася ослабленою, після того, як болід Шарля Леклера проїхав раніше. Вантажівка, що тягла машину Рассела назад до піт-лейну, потрапила в пішохідний міст, проливши гідравлічну рідину на трасу і машину Рассела. У результаті цих двох інцидентів директор гонки Міхаель Масі скасував сесію, щоб перевірити інші каналізаційні люки та пошкодження пішохідного мосту. Вільямс визначив, що шасі Рассела треба було замінити. Перша сесія закінчилась із перевагою Шарля Леклера у часі.
Першим серйозним інцидентом другої практики стала аварія Ленса Стролла на другому повороті, другим — аварія Данила Квята за 25 хвилин до кінця практики на 7 повороті. Наприкінці сесії П'єр Гаслі проігнорував команду стюардів заїхати на контрольне зважування. Через це він був змушений почати гонку з піт-лейну, за рішенням стюардів. Сеанс закінчився домінуванням Леклера.
Третя практика пройшла без інцидентів, Леклер залишився лідером практики.

## Кваліфікація
Перша кваліфікаційна сесія закінчилася, коли болід Роберта Кубіци врізалися в стіну. Під час сесії П'єр Гаслі встановив найшвидше коло. Ніко Хюлькенберг, Ромен Грожан, Ленс Стролл, Джордж Рассел і Роберт Кубіца вийшли з кваліфікації. У другій секції, Шарль Леклер також закінчив для себе кваліфікацію через аварію на тому ж місці, що і Кубіца. Під час другої сесії Макс Ферстаппен встановив найшвидше коло. У підсумку, Валттері Боттас взяв поул-позицію після встановлення часу кола: 1:40.495, перемігши свого товариша по команді Льюїса Хемілтона.
| Поз.                    | №  | Пілот              | Конструктор     | Q1       | Q2       | Q3       | Старт |
| ----------------------- | -- | ------------------ | --------------- | -------- | -------- | -------- | ----- |
| 1                       | 77 | Вальттері Боттас   | Mercedes        | 1:42,026 | 1:41.500 | 1:40,495 | 1     |
| 2                       | 44 | Льюїс Гамільтон    | Mercedes        | 1:41,614 | 1:41,580 | 1:40,554 | 2     |
| 3                       | 5  | Себастьян Феттель  | Ferrari         | 1:42,042 | 1:41,889 | 1:40,797 | 3     |
| 4                       | 33 | Макс Ферстаппен    | Red Bull Racing | 1:41,727 | 1:41,338 | 1:41,069 | 4     |
| 5                       | 11 | Серхіо Перес       | Racing Point    | 1:42,249 | 1:41,870 | 1:41,593 | 5     |
| 6                       | 26 | Данило Квят        | Торо Россо      | 1:42,324 | 1:42,221 | 1:41,681 | 6     |
| 7                       | 4  | Ландо Норріс       | McLaren-Renault | 1:42,371 | 1:42,084 | 1:41,886 | 7     |
| 8                       | 99 | Антоніо Джовінацці | Альфа Ромео     | 1:42,140 | 1:42,381 | 1:42,424 | 17    |
| 9                       | 16 | Шарль Леклер       | Ferrari         | 1:41,426 | 1:41,995 | без часу | 8     |
| 10                      | 55 | Карлос Сайнс       | McLaren-Renault | 1:41,936 | 1:42,398 |          | 9     |
| 11                      | 3  | Данієль Ріккардо   | Renault         | 1:42,486 | 1:42,477 |          | 10    |
| 12                      | 23 | Александр Албон    | Торо Россо      | 1:42,154 | 1:42,494 |          | 11    |
| 13                      | 20 | Кевін Магнуссен    | Haas-Ferrari    | 1:42,382 | 1:42,699 |          | 12    |
| 14                      | 18 | Ленс Стролл        | Racing Point    | 1:42,630 |          |          | 13    |
| 15                      | 8  | Ромен Грожан       | Haas-Ferrari    | 1:42,407 |          |          | 14    |
| 16                      | 27 | Ніко Гюлькенберг   | Renault         | 1:43,427 |          |          | 15    |
| 17                      | 63 | Джордж Рассел      | Williams        | 1:45,062 |          |          | 16    |
| 18                      | 88 | Роберт Кубіца      | Williams        | 1:45,455 |          |          | ПЛ    |
| Правило 107 %: 1:48,428 |    |                    |                 |          |          |          |       |
|                         | 7  | Кімі Ряйкконен     | Альфа Ромео     | 1:42,059 | 1:42,082 | 1:43,068 | ПЛ    |
|                         | 10 | П'єр Гаслі         | Red Bull Racing | 1:41,335 | без часу |          | ПЛ    |
| Джерела:                |    |                    |                 |          |          |          |       |

1. ↑  Антоніо Джовінацці отримав штраф з втратою десяти місць на старті, через установку третього блоку керуючої електроніки.
2. ↑  Роберт Кубіца стартував з піт-лейну, через заміну передньої підвіски, гальм, рульового управління і налаштувань.
3. ↑  Кімі Райкконен спочатку кваліфікувався дев'ятим, але потім був виключений з протоколу за порушення гнучкості переднього антикрила.
4. ↑  П'єр Гаслі дискваліфікований за порушення ліміту споживання палива.

## Перегони
| Поз.     | Пілот              | Конструктор     | Кола | Час/Відставання | Очки |
| -------- | ------------------ | --------------- | ---- | --------------- | ---- |
| 1        | Вальттері Боттас   | Mercedes        | 51   | 1:31:52,942     | 25   |
| 2        | Льюїс Гамільтон    | Mercedes        | 51   | +1,524          | 18   |
| 3        | Себастьян Феттель  | Ferrari         | 51   | +11,739         | 15   |
| 4        | Макс Ферстаппен    | Red Bull Racing | 51   | +17,493         | 12   |
| 5        | Шарль Леклер       | Ferrari         | 51   | +69,107         | 10+1 |
| 6        | Серхіо Перес       | Racing Point    | 51   | +76,416         | 8    |
| 7        | Карлос Сайнс       | McLaren-Renault | 51   | +83,826         | 6    |
| 8        | Ландо Норріс       | McLaren-Renault | 51   | +100,268        | 4    |
| 9        | Ленс Стролл        | Racing Point    | 51   | +103,816        | 2    |
| 10       | Кімі Ряйкконен     | Альфа Ромео     | 50   | +1 коло         | 1    |
| 11       | Александр Албон    | Торо Россо      | 50   | +1 коло         |      |
| 12       | Антоніо Джовінацці | Альфа Ромео     | 50   | +1 коло         |      |
| 13       | Кевін Магнуссен    | Haas-Ferrari    | 50   | +1 коло         |      |
| 14       | Ніко Гюлькенберг   | Renault         | 50   | +1 коло         |      |
| 15       | Джордж Рассел      | Williams        | 49   | +2 кола         |      |
| 16       | Роберт Кубіца      | Williams        | 49   | +2 кола         |      |
| Схід     | П'єр Гаслі         | Red Bull Racing | 38   | Двигун          |      |
| Схід     | Ромен Грожан       | Haas-Ferrari    | 38   | Гальма          |      |
| Схід     | Данило Квят        | Торо Россо      | 33   | Наслідки аварії |      |
| Схід     | Данієль Ріккардо   | Renault         | 31   | Наслідки аварії |      |
| Джерела: |                    |                 |      |                 |      |

## Положення в чемпіонаті після Гран-прі
|  | Поз. | Пілот             | Очки |
|  | ---- | ----------------- | ---- |
|  | 1    | Вальттері Боттас  | 87   |
|  | 2    | Льюїс Гамільтон   | 86   |
|  | 3    | Себастьян Феттель | 52   |
|  | 4    | Макс Ферстаппен   | 51   |
|  | 5    | Шарль Леклер      | 47   |

|  | Поз. | Конструктор     | Очки |
|  | ---- | --------------- | ---- |
|  | 1    | Mercedes        | 173  |
|  | 2    | Ferrari         | 99   |
|  | 3    | Red Bull Racing | 64   |
|  | 4    | Макларен        | 18   |
|  | 5    | Racing Point    | 12   |

- Примітка: Тільки 5 позицій включені в обидві таблиці.